# 커브 유어 엔수지애즘

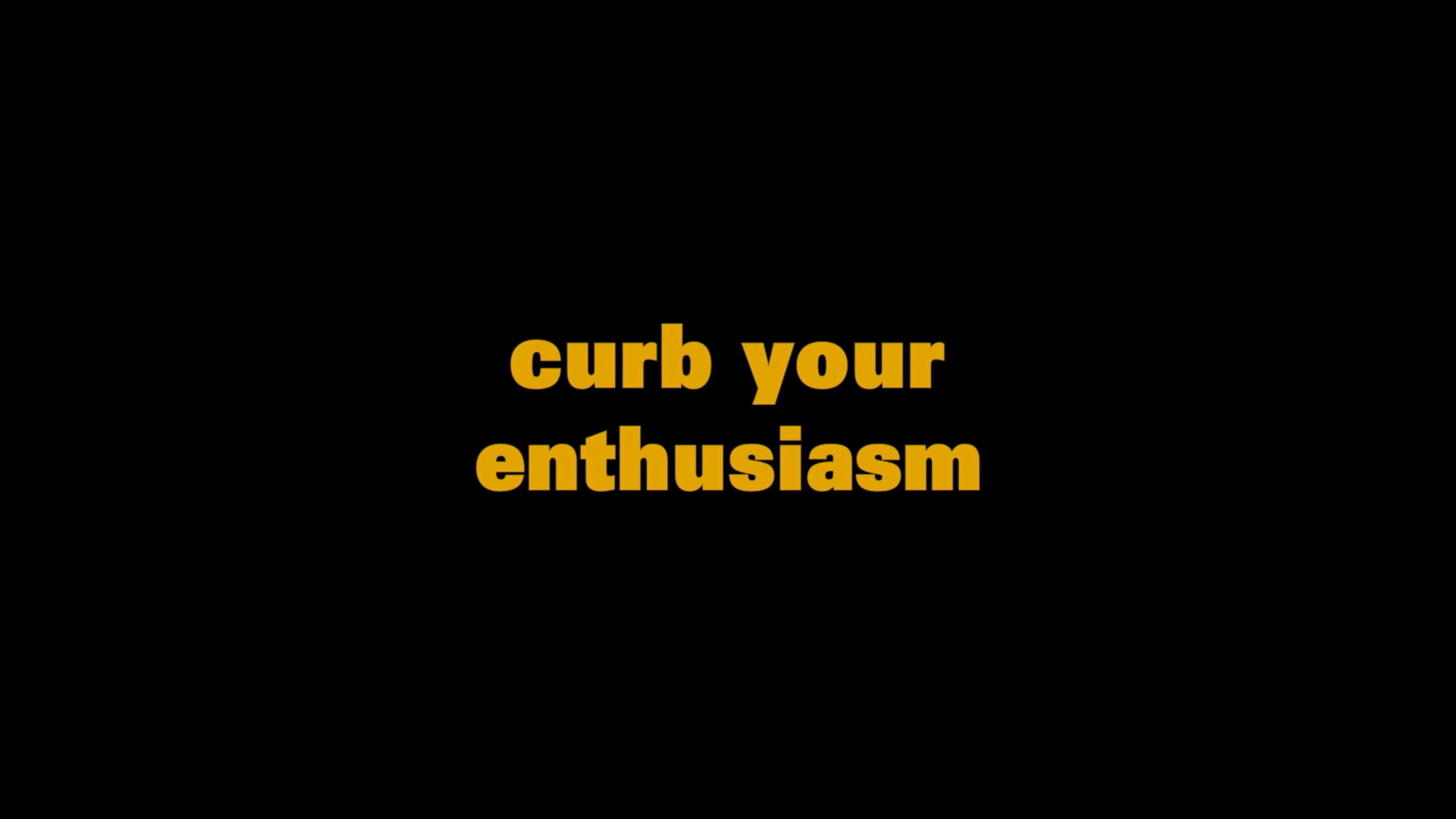

《커브 유어 엔수지애즘》(영어: Curb Your Enthusiasm)은 미국의 시트콤으로, HBO에서 2000년 10월부터 현재까지 방송중이다.